# Opdracht in Saigon

De ligging van Vietnam in Azië.

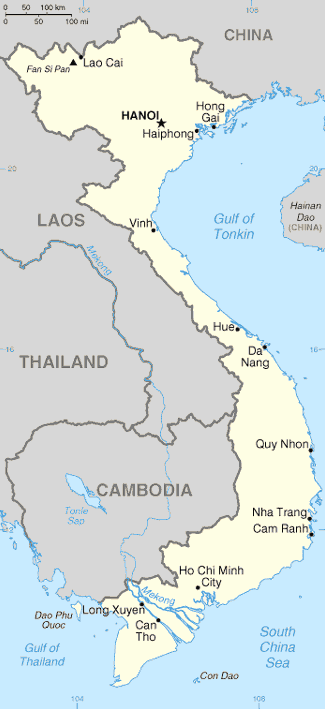
Een overzichtskaart van Vietnam.

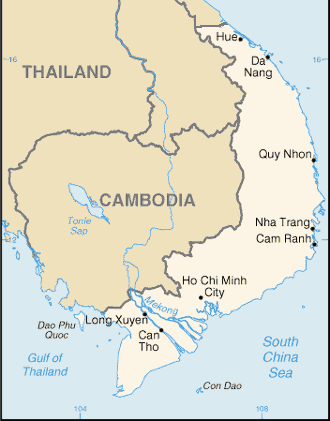
Een overzichtskaart van Zuid-Vietnam ten tijde van de Vietnamoorlog.

Opdracht in Saigon is een spionageroman van auteur Gérard de Villiers en is het 20e deel uit de S.A.S.-reeks met als protagonist de Oostenrijkse prins en freelance CIA-agent Malko Linge.

## Het verhaal
Tijdens de Vietnamoorlog raakt de CIA betrokken bij een poging tot een staatsgreep in Vietnam.
De contactpersoon van de CIA, kolonel Mitchell, wordt echter op beestachtige wijze vermoord. Drie monniken hebben Mitchell overgoten met benzine en in brand gestoken.
Door deze gebeurtenis weigeren de leiders achter de couppoging, kolonel Thuc en generaal Nhu, verder ieder contact met de Amerikanen.
De Verenigde Staten hebben er alle belang bij dat in Vietnam een pro-Amerikaanse regering aan de macht komt en dat het land niet onder invloed komt te staan van de Sovjet-Unie of China. Malko vertrekt naar Saigon om de contacten tussen Vietnamezen en de CIA te herstellen.
Helaas blijkt het districtshoofd van de CIA in Saigon een dronkaard te zijn. Veel hulp hoeft Malko dan ook niet van hem verwachten.
Met het geld dat Malko met deze missie verdient wil hij het aangrenzende landgoed naast zijn kasteel in het Oostenrijkse Liezen kopen.

## Personages
- Malko Linge, een Oostenrijkse prins en CIA-agent;
- Kolonel Mitchell, een Amerikaanse kolonel